# Boris Rotenberg
 (mai 2015).
Si vous disposez d'ouvrages ou d'articles de référence ou si vous connaissez des sites web de qualité traitant du thème abordé ici, merci de compléter l'article en donnant les références utiles à sa vérifiabilité et en les liant à la section « Notes et références ».
Pour l’article homonyme, voir Rotenberg.
Boris Romanovitch Rotenberg, né le 3 janvier 1957 à Léningrad (URSS), est un homme d'affaires, chef d'entreprise et oligarque russe, citoyen finlandais, résident monégasque, cofondateur et copropriétaire de la Banque SMP avec son frère Arkadi. Il est également président du FK Sotchi et du SMP Racing. 
Sa fortune s'élève à 1,4 milliard de dollars en 2023.
Il est soumis à des sanctions par l'Union européenne et les États-Unis en raison de ses implications dans la guerre russo-ukrainienne et de ses liens avec Vladimir Poutine.

## Biographie
Né à Léningrad, Rotenberg a beaucoup pratiqué les arts martiaux entre 1968 et 1978, notamment le judo, et est formé aux côtés de Vladimir Poutine. Il a remporté plusieurs prix dans ce sport pour l'Union soviétique. En 1992, il est devenu un entraîneur de judo professionnel à Helsinki (Finlande). En 1998, il retourne à Léningrad devenue Saint-Pétersbourg.
En 2001, lui et son frère fondent la banque SMP, qui est présente dans 40 villes russes avec plus de 100 succursales, plus de la moitié d'entre elles dans la région de Moscou. SMP supervise le fonctionnement de plus de 900 GAB.
Basée sur son amitié avec Vladimir Poutine, son entreprise est devenu étroitement alignée avec Gazprom, l'un des plus grands producteurs de gaz naturel dans le monde. Rotenberg est un membre de la Saint-Petersbourg Connexion, un groupement d'entreprises puissant dans le domaine de l'energie, sous la direction du président russe.
Il a participé à 20 projets de construction d'une valeur totale de 5 milliards d'euros pour les Jeux olympiques d'hiver de Sotchi. Le site était le plus grand de la route côtière vers Adler, où le Parc olympique a été construit, avec de nombreux stades de sport.
Depuis 2013, Rotenberg est le président du club de football du Dynamo Moscou et de l'écurie automobile qu'il a lui-même créée, SMP Racing. Il est également le président de la fédération de Russie de judo. Les deux fils aînés de Rotenberg sont Roman Rotenberg, entraîneur du club de hockey sur glace SKA Saint-Pétersbourg, et Boris Rotenberg, un joueur de football de l'équipe du FC Dynamo Moscou.
À la suite de la crise de Crimée de 2014, sous l'impulsion de Barack Obama, le gouvernement fédéral des États-Unis met les frères Rotenberg sur la liste noire des amis proches du président russe, tels que Sergueï Ivanov ou Guennadi Timtchenko.
Le 27 mars 2014, Visa et MasterCard ont exécuté le boycott contre SMP Bank, Investcapitalbank et Investitsionny Soyouz Bank. Cependant, quelques jours plus tard, il a été annoncé que les institutions ne répondent pas aux critères en vertu desquels le Trésor américain prévoit des sanctions économiques.
Malgré les sanctions américaines, les frères Rotenberg achètent en 2014 pour 18 millions de dollars américains d'œuvres d'art (dont La Poitrine de René Magritte et des œuvres d'Henry Moore, Marc Chagall, Georges Braque et Tamara de Lempicka) aux États-Unis en utilisant des entreprises qu'ils contrôlent directement ou indirectement. Ces achats profitent de l'opacité du marché de l'art pour éviter les sanctions américaines. En utilisant d'autres techniques, les Rotenberg sortent plus de 91 millions de dollars des États-Unis, évitant ainsi les sanctions américaines,.
En novembre 2017, il est cité, tout comme son frère Arkadi, dans les révélations des Paradise Papers.

## Crédit d'auteurs
- (en) Cet article est partiellement ou en totalité issu de l’article de Wikipédia en anglais intitulé « Boris Romanovitch Rotenberg » (voir la liste des auteurs).